# جان فیرفیلد
جان فیرفیلد (به انگلیسی: John Fairfield) سناتور سابق عضو حزب دموکرات ایالات متحده آمریکا بود. وی در سال ۱۸۴۳ تا ۱۸۴۷ میلادی سناتور ایالت مین در سنای ایالات متحده آمریکا بود.